# جيمس كينسلا
جيمس كينسلا (بالإنجليزية: James Kinsella)‏ هو مسير أعمال وشخصية أعمال أمريكي، ولد في 10 أكتوبر 1959 في سانت لويس في الولايات المتحدة.